# Craigie Horsfield
Craigie Horsfield (* 1949 in Cambridge) ist ein britischer Fotograf.

## Leben und Werk
Horsfield lebte bisher in Krakau, London, Barcelona, Neapel, Madrid und New York. Er ist Schwarzweissfotograf und fotografiert Porträts. „Die Fotografien Horsfields entstehen in der Auseinandersetzung mit den Porträtierten, sie beziehen sich auf einen bestimmten Anlass oder auf einen konkreten Ort, den der Künstler schon lange kennt.“ La Ciutat de la Gent/Die Stadt der Menschen, 1993–1995 ist ein typisches Beispiel für seine Arbeitsweise. Oft entwickelt Horsfield seine Fotos erst mehrere Jahre nach der Aufnahme.
Sein Projekt The El Hierro Conversation wurde 2002 auf der Documenta11 in Kassel gezeigt. 2003 war Horsfield Teilnehmer der Whitney Bienniale. Horsfield hatte 2006 eine Einzelausstellung in der Galerie nationale du Jeu de Paume in Paris. 2017 fand  Of the Deep Present: Craigie Horsfield im Lugano Arte e Cultura statt.